# Arcidiocesi di Odesso
L'arcidiocesi di Odesso (in latino Archidioecesis Odessitana) è una sede soppressa del patriarcato di Costantinopoli e una sede titolare della Chiesa cattolica.

## Storia
Odesso, corrispondente alla città di Varna nell'odierna Bulgaria, è un'antica sede episcopale della provincia romana della Mesia Seconda (o Inferiore) nella diocesi civile di Tracia e nel patriarcato di Costantinopoli.
Inizialmente suffraganea dell'arcidiocesi di Marcianopoli, fu in seguito elevata al rango di sede arcivescovile autocefala. Nella Notitia Episcopatuum dello pseudo-Epifanio, composta durante il regno dell'imperatore Eraclio I (circa 640), Odesso appare al primo posto fra le arcidiocesi autocefale del patriarcato.
Secondo la tradizione fondatore e primo vescovo di Odesso sarebbe sant'Ampliato, consacrato ed inviato ad evangelizzare la città dell'apostolo sant'Andrea, e che è identificato con il discepolo Ampliato menzionato da san Paolo in Romani 16,8. Secondo Farlati, un altro presunto vescovo di Odesso, Filea, sarebbe menzionato negli atti del martirio di san Sebastiano.
Storicamente sono solo due i vescovi documentati di Odesso: Dittas, che sottoscrisse la lettera dei vescovi della Mesia Seconda all'imperatore Leone (458) in seguito all'uccisione del patriarca alessandrino Proterio; e Giovanni, che prese parte al sinodo di Costantinopoli del 518 per deliberare sul caso di Severo, patriarca monofisita di Antiochia. Le Quien, Farlati e Gams aggiungono altri due vescovi, Leone (787) e Basilio (879), che tuttavia non appartengono alla sede di Odesso, che a quell'epoca era già scomparsa.
Infatti, la conquista della Mesia ad opera dei Bulgari pagani nella seconda metà del VII secolo fece sparire l'organizzazione ecclesiastica bizantina; Odesso scompare dalle liste episcopali bizantine fino al termine del XV secolo, quando riappare con il nuovo nome di Varna. Oggi, con il nome di eparchia di Varna e Veliki, è una diocesi della Chiesa ortodossa bulgara.
Dal 1925 Odesso è annoverata tra le sedi arcivescovili titolari della Chiesa cattolica; la sede è vacante dal 7 ottobre 1970.

## Cronotassi

### Vescovi greci
- Sant'Ampliato †
- Filea †
- Dittas † (menzionato nel 458)
- Giovanni † (menzionato nel 518)

### Arcivescovi titolari
- Gabriel-Roch de Llobet † (16 gennaio 1925 - 3 ottobre 1928 succeduto arcivescovo di Avignone)
- John McIntyre † (17 novembre 1928 - 21 novembre 1935 deceduto)
- Vicente Alejandro González y Robleto † (9 aprile 1938 - 6 gennaio 1952 succeduto arcivescovo di Managua)
- Johannes Baptist Geisler † (23 aprile 1952 - 5 settembre 1952 deceduto)
- José da Costa Nunes † (16 dicembre 1953 - 19 marzo 1962 nominato cardinale presbitero di Santa Prisca)
- Xavier Ferdinand J. Thoyer, S.I. † (2 aprile 1962 - 7 ottobre 1970 deceduto)